# فرانز برونر (مصارع رياضي)
فرانز برونر هو مصارع رياضي نمساوي، ولد في 10 يوليو 1931 في فيينا في النمسا، وتوفي في 14 ديسمبر 2014.

## وصلات خارجية
- فرانز برونر على موقع قاعدة بيانات المصارعة الدولية (الإنجليزية)
- فرانز برونر على موقع أوليمبيديا (الإنجليزية)